# Ludwig Landgrebe
Ludwig Landgrebe (Viena 09 de março de 1902; Colônia 14 de agosto de 1991) foi um fenomenólogo austríaco e professor de filosofia. 

## Biografia
Landgrebe estudou filosofia, história e geografia, em Viena. Influenciado por Max Scheler, ele continuou seus estudos em Freiburg. Em 1923, Landgrebe tornou-se assistente de Edmund Husserl (1859-1938). Após a aprovação da sua tese de doutorado, Landgrebe foi transferido para Praga, para a sua qualificação de pós-doutorado sob Oskar Kraus. Desde 1939, colaborou com Eugen Fink nos Arquivos Husserl em Lovaina. Esposa de Landgrebe, Ilse Maria Goldschmidt, era de ascendência judaica e irmã do escritor Georges-Arthur Goldschmidt. Em 1940 Landgrebe foi deportado para a Bélgica. Ele trabalhava parcialmente como assistente de comerciante em Hamburgo.
Em 1945, Landgrebe teve seu pós-doutorado reprovado em Hamburgo, e se tornou professor ordinário, em 1947, em Kiel, onde lecionava para Hans Blumenberg. Em 1954 transferiu-se para Colônia, para se tornar líder do Husserl-Archives. Landgrebe é conhecido como um dos mais próximos colaboradores de Husserl, mas suas posições independentes em relação a religião, história e política o fazem ser visto como existencialista e metafísico. 

## Obras
- Wilhelm Diltheys Theorie der Geisteswissenschaften, Halle 1928 (Dissertation)
- Nennfunktion und Wortbedeutung. Eine Studie über Martys Sprachphilosophie, Halle 1923
- Was bedeutet uns heute Philosophie, Hamburg 1948 (2. Aufl. 1954)
- Phänomenologie und Metaphysik, Hamburg 1949 (Aufsatzsammlung)
- Philosophie der Gegenwart, Bonn 1952 (2. Aufl. Frankfurt/M 1957)
- Der Weg der Phänomenologie, Gütersloh 1963 (4. Aufl. 1978)
- Phänomenologie und Geschichte, Gütersloh 1968
- Über einige Grundfragen der Philosophie der Politik, Köln/Opladen 1969
- Faktizität und Individuation. Studien zu den Grundfragen der Phänomenologie, Hamburg 1982 (Bibliographie S. 157 - 162)